# Ifriqiya
Ifriqiya, Ifriqiyah (arabiska: إفريقية, "Afrika") var under medeltiden ett område i Nordafrika som omfattande större delen av dagens Tunisien och västra Algeriet, dvs de östra delarna av Maghreb. Det motsvarade ungefär den romerska provinsen Africa.
Ifriqiya begränsades söder ut av de torra områden och salta träsk som kallades al-Jarid. Under olika epoker utsträckte regionens härskare sin makt till att omfatta även Sicilien och de södra delarna av Italien. Den västra gränsen drogs ständigt om men låg vanligen väster om staden Bejaïa. Ifriqiyas huvudstad var Kairouan (al-Qayrawān) i dagens Tunisien.